# Thaumalea restonica
Thaumalea restonica är en tvåvingeart som beskrevs av Vaillant 1970. Thaumalea restonica ingår i släktet Thaumalea och familjen mätarmyggor. Inga underarter finns listade i Catalogue of Life.